# Douglas Jackson
Douglas Jackson (Montréal, 26 gennaio 1940) è un regista e produttore cinematografico canadese.
Come regista televisivo è noto per la miniserie televisiva della CBC Television del 1983 Empire, Inc., diretta assieme a Denys Arcand. Iniziò la sua carriera cinematografica negli anni 1960 con lo staff della National Film Board of Canada (NFB). Tra le sue produzioni per la NFB spicca il cortometraggio di Bill Mason Blake, il quale venne nominato per l'Oscar al miglior cortometraggio nel 1970.

## Filmografia
- The Sloane Affair (1973)
- The Heatwave Lasted Four Days (1974)
- Empire, Inc. (1983)
- The Front Line (1985)
- Sussurri - Il respiro del terrore (Whispers, 1990)
- Dietro la porta (Deadbolt, 1992)
- Nella trappola (Stalked, 1994)
- Porte aperte al delitto (The Paperboy, 1994)
- L'altra donna (The Wrong Woman, 1995)
- Intrigo a San Pietroburgo (Midnight in Saint Petersburg, 1996)
- Uno sconosciuto in casa (Natural Enemy, 1996)
- Colpo di scena (Twists of Terror, 1997)
- Incontro casuale (Random Encounter, 1998)
- Falso indizio (Dead End, 1998)
- Requiem per l'assassino (Requiem for Murder, 1999)
- Testimone pericolosa (The Witness Files, 1999)
- Qualcuno nel buio (Someone Is Watching, 2000)
- The Ghost (2001)
- Nowhere in Sight (2001)
- Aftermath (2002)
- Saving Emily (2004)
- Inganni di sangue (Stranger at the Door, 2004)
- Una vicina quasi perfetta (Her Perfect Spouse, 2004)
- Tradimento e vendetta (A Lover's Revenge, 2005)
- Killer Instinct (A Killer Upstairs, 2005)
- The Perfect Neighbor (2005)
- The Rival (2006)
- Il gioco della mantide (The Perfect Marriage, 2006)
- Damigella d'onore (Maid of Honor, 2006)
- My Daughter's Secret (2007)
- La vendetta di Christine (Christie's Revenge, 2007)
- Framed for Murder (2007)
- Dead at 17 (2008)
- Her Only Child (2008)
- Maternal Obsession (2008)
- Amore senza pietà (The Perfect Assistant, 2008)
- Omicidi e segreti (My Nanny's Secret, 2009)